# اینچه (نیر)
اینچه یک روستا در ایران است که در دهستان مهماندوست شهرستان نیر واقع شده‌است. اینچه ۸۲ نفر جمعیت دارد.